# Главы Северодвинска
Список глав Северодвинска.

## Первые секретаригородского комитета ВКП(б) — КПСС
- Лебедев Виктор Матвеевич (1903—1943) Первый секретарь Молотовского горкома ВКП(б) в январе-декабре 1941 года.
- Плюснин Иван Афанасьевич (01.05.1903 — 1955) Первый секретарь Молотовского горкома ВКП(б) в 1941—1951 годах.
- Глухов Викентий Тихонович (14.10.1909 −14.07.1957) Первый секретарь Молотовского горкома КПСС в 1951—1957 годах.
- Утюжников Македон Дмитриевич (1914 — 22.11.1990) Первый секретарь Молотовского горкома КПСС в 1957—1961 годах.
- Вертелов Владимир Михайлович (18.11.1925 — ?) Первый секретарь Северодвинского горкома КПСС с августа 1961 по октябрь 1962 года.
- Федоров Дмитрий Федорович (26.10.1918 — 24.08.2000) Первый секретарь Северодвинского горкома КПСС в 1962—1975 годах.
- Гуськов Юрий Александрович (07.02.1936 — 01.05.2015) Первый секретарь Северодвинского горкома КПСС в 1975—1978 годах.
- Громогласов Анатолий Иванович (15.09.1935 —) Первый секретарь Северодвинского горкома КПСС в 1978—1984 годах.
- Ткаченко Анатолий Егорович (26.02.1929 — 15.12.2018) Первый секретарь Северодвинского горкома КПСС в 1984—1988 годах.
- Борисов Эдуард Сергеевич (21.01.1948 — 06.01.2021) Первый секретарь Северодвинского горкома КПСС в 1988—1991 годах.

## Председателиисполнительного комитетагородского совета депутатов трудящихся
- Аншуков А. Д. — первый председатель оргкомитета поселкового совета Судостроя с 1937 года
- Родионов Александр Степанович (1903 — 24.04.1969) — председатель горисполкома в 1939—1946 годах.
- Подольский Василий Васильевич (1913 — 30.07.1963) — председатель горисполкома в 1941—1946 годах.
- Попов Михаил Иванович (1905—1984) — председатель горисполкома в 1946—1954 годах.
- Кушников Леонид Васильевич — председатель горисполкома в 1954—1957 годах.
- Павлов Леонид Степанович (1921 — 18.10.1999) — председатель горисполкома в 1957—1961 годах.
- Орлов Николай Григорьевич (06.12.1928 — 17.05.2000) — председатель горисполкома в 1961—1972 годах.
- Щегольков Олег Сергеевич (1937 — ?) — председатель горисполкома в 1972—1980 годах.
- Ткаченко Анатолий Егорович (26.02.1929 — 15.12.2018) — председатель горисполкома в 1980—1984 годах.
- Синельщиков Анатолий Михайлович (27.10.1936 — 16.08.2000) — председатель горисполкома в 1984—1985 годах.
- Краснов Владимир Васильевич — председатель горисполкома в 1985—1990 годах.
- Лысков Валерий Игнатьевич (19.03.1945 — 24.12.1994) — председатель горисполкома в 1990—1991 годах.

## Мэры и Главымуниципального образования «Северодвинск»
- Лысков Валерий Игнатьевич (19.03.1945 — 24.12.1994) Мэр Северодвинска с 12 июня 1991 по 1993 год.
- Росляков Вячеслав Васильевич (род. 30.08.1946) Мэр Северодвинска с 12 июня 1993 по 1996 год.
- Беляев Александр Николаевич (17.12.1952 — 07.01.2012) Мэр Северодвинска с 1996 по 2009 год.
- Гмырин Михаил Аркадьевич (род. 01.03.1959) Мэр Северодвинска с 2009 по 2017 год.
- Игорь Васильевич Скубенко — глава муниципального образования «Северодвинск» с 12 сентября 2017 года по 24 ноября 2022.
- Олег Васильевич Бачериков — временно исполняющий обязанности главы муниципального образования «Северодвинск» с 24 ноября 2022 по 13 декабря 2022.
- Игорь Валентинович Арсентьев — глава муниципального образования «Северодвинск» с 13 декабря 2022 по н. в..